# 连云街道
连云街道，是中华人民共和国江苏省连云港市连云区下辖的一个乡镇级行政单位。

## 行政区划
连云街道下辖以下地区：
胜利社区、荷花社区、云台社区、临海社区、陶庵社区、砚航社区、庙岭社区和桃林社区。